# Panzergrenadierbrigade 37
Die Panzergrenadierbrigade 37 „Freistaat Sachsen“ (PzGrenBrig 37)  ist ein Großverband des deutschen Heeres. Im Zuge der Einnahme der Struktur HEER2011 ist die Brigade seit Dezember 2014 der „neuen“ 10. Panzerdivision unterstellt. Der Stab der Brigade ist in Frankenberg/Sachsen stationiert; die unterstellten Truppenteile hauptsächlich in den Ländern Sachsen und Thüringen.

## Auftrag
Die Verbände der Panzergrenadierbrigade 37 werden im gesamten Aufgaben- und Intensitätsspektrum ausgebildet und stellen schwerpunktmäßig Truppen für Einsätze in nationalen und multinationalen Verbänden mit dem Ziel der Konfliktverhütung, Konfliktvermeidung und Krisenbewältigung im Rahmen der NATO oder der Europäischen Union. Im Verteidigungsfall erfüllt die Brigade Aufgaben der Landesverteidigung. Im Rahmen der NATO wird sie zur Bündnisverteidigung verbündeter Staaten eingesetzt.

## Verbandsabzeichen
Das Verbandsabzeichen entspricht im Wesentlichen dem sächsischen Landeswappen und ist mit einer silbernen Kordel (schwarzer Faden eingeflochten) umrandet. Blasonierung:
 Von einer silbernen Kordel mit eingeflochtenem schwarzen Faden gefasst, im zehnmal von Schwarz und Gold geteilten Feld ein schrägrechter grüner Rautenkranz.
In ihrer Geschichte wechselte die Brigade mehrmals ihr Verbandsabzeichen. Das erste Verbandsabzeichen als Heimatschutzbrigade entspricht dabei allerdings dem aktuellen. Wie bei allen Heimatschutzbrigaden geht das Verbandsabzeichen in seiner Symbolik auf den Stationierungsort zurück und war wie alle nach 1989 aufgestellten Verbandsabzeichen mit einer silbernen Kordel mit eingeflochtenem schwarzen Faden umrandet. Normalerweise war diese Umrandung in der traditionellen Heraldik des Heeres den Divisionen vorbehalten, im Fall der neu aufgestellten Heimatschutzbrigaden wählte man diese Umrandung jedoch, weil es zunächst keine übergeordnete Division gab.
Das zweite Verbandsabzeichen entsprach im Wesentlichen dem Verbandsabzeichen der übergeordneten 13. Panzergrenadierdivision. Die Brigade führte allerdings ein Wappenschild mit rotem Bort (statt des silbern/schwarz gekordelten Randes des Verbandsabzeichens der Division). Blasonierung:
Rot bordiert, gespalten mit unten eingepfropfte eingebogener Spitze mit in Silber und Blau schräg rechts gerauteten Feld. Rechts in Blau ein aufrecht stehender, achtfach rot-silbern gestreifter, goldgekrönter und goldbewehrter Löwe; links im zehnmal von Schwarz und Gold geteilten Feld ein schrägrechter grüner Rautenkranz.
Die heraldischen Figuren stehen für den Freistaat Thüringen (oben links mit dem Löwen der Ludowinger, vgl. auch die Farben der Flagge Sachsens), den Freistaat Sachsen (oben rechts) und Bayern, vgl. bayerischen Rauten. Erst 2008 kehrte die Brigade zu ihrem ursprünglichen Verbandsabzeichen zurück.

Aktuelles Verbandsabzeichen
2. Ausführung
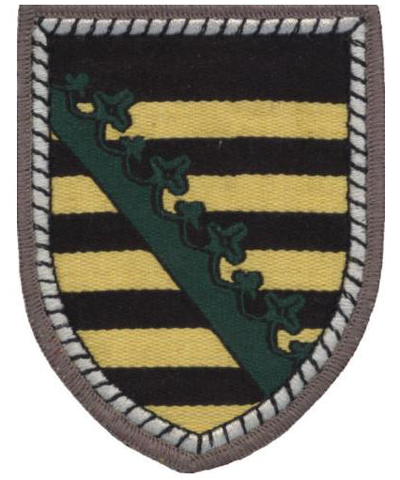
Erstes Verbandsabzeichen

## Gliederung

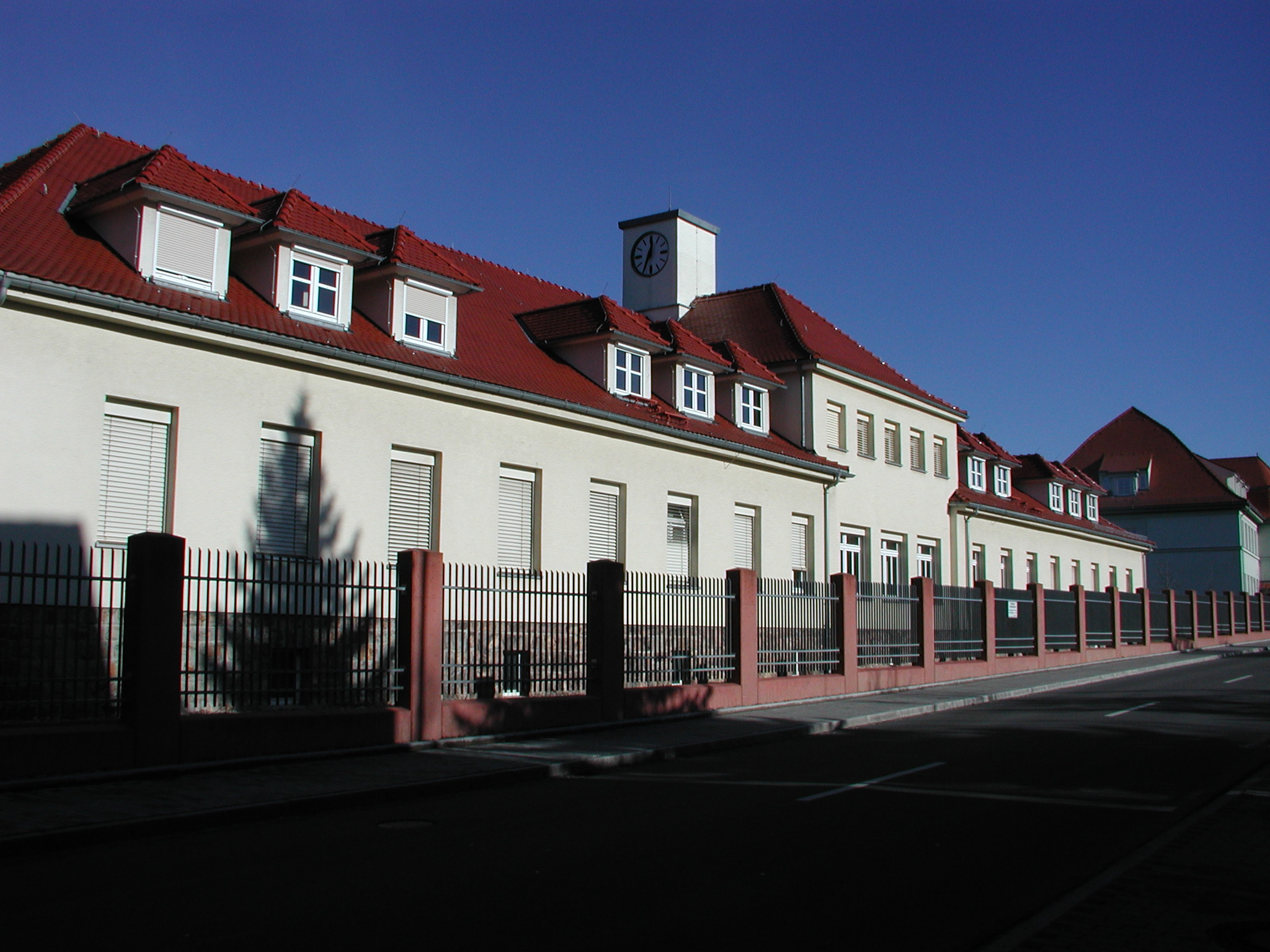
Teilansicht der Wettiner Kaserne in Frankenberg

- Stabs- und Unterstützungskompanie Panzergrenadierbrigade 37, Frankenberg/Sa.[2]
- Fernmeldekompanie Panzergrenadierbrigade 37, Frankenberg/Sa.[2]
- Panzergrenadierbataillon 212, Augustdorf[2]
- Panzergrenadierbataillon 371, Marienberg[2]
- Panzergrenadierbataillon 391, Bad Salzungen[2]
- Panzerbataillon 393, Bad Frankenhausen/Kyffhäuser[2]
- Panzerartilleriebataillon 375,  Weiden in der Oberpfalz[2]
- Panzerpionierbataillon 701, Gera[2]
- Aufklärungsbataillon 13, Gotha[2]
- Versorgungsbataillon 131, Bad Frankenhausen/Kyffhäuser[2]
- Panzergrenadierbataillon 909, Marienberg, Ergänzungstruppenteil (Couleur: Panzergrenadierbataillon 371, nicht aktiv, kein eigenes Großgerät vorhanden bzw. langzeitlagernd.)[2]

## Geschichte
Die Geschichte der Brigade beginnt 1990 mit der Auflösung der Nationalen Volksarmee der DDR. 1991 wurde die Brigade aus Teilen der 7. Panzerdivision der NVA als Heimatschutzbrigade 37 mit dem Beinamen „Freistaat Sachsen“ aufgestellt. 1991 begann die Ausbildung der ersten Wehrpflichtigen. 1995 wurde die Brigade in Panzergrenadierbrigade 37 umbenannt und von Dresden nach Frankenberg/Sachsen verlegt, bevor sie 1996 in Jägerbrigade 37 umbenannt wurde. Die Brigade bestand zu dieser Zeit aus einem Fallschirmjägerbataillon, einem Gebirgsjägerbataillon und einem Panzergrenadierbataillon. 1997 half die Brigade beim Oderhochwasser, 1998 stellte der Großverband erste Kräfte für das 2. Kontingent SFOR in Bosnien. Als 2001 die Panzerbrigade 39 „Thüringen“ aufgelöst wurde, übernahm die Brigade das Panzergrenadierbataillon 391 und das Panzerbataillon 393. Dafür gab sie das Fallschirmjägerbataillon 373 an die Luftlandebrigade 31 ab. 2001/2002 stellte die Brigade den Großteil des 4. Kontingents SFOR (Bosnien); 2003 wurde die Panzerpionierkompanie 370 in Doberlug-Kirchhain aufgelöst. 2004/2005 stellte die Brigade Kräfte für das 6. Deutsche Einsatzkontingent ISAF und das 2. Deutsche Einsatzkontingent „PRT Kundus“ in Afghanistan. 2005 erfolgte die Auflösung des Panzerartilleriebataillons 375. 2006 stellte die Brigade Kräfte für das 11. Deutsche Einsatzkontingent ISAF und übernahm das Logistikbataillon 131 in Bad Frankenhausen.
Am 25. Januar 2007 wurde die Panzerpionierkompanie 390 in Bad Salzungen aufgelöst. Dafür wechselten bis April 2007 zur Brigade das Pionierbataillon 701 in Gera, das Fernmeldebataillon 701 in Frankenberg/Sachsen und das (Panzer-)Aufklärungsbataillon 13 in Gotha, das zuvor der 13. Panzergrenadierdivision direkt unterstellt war. Die Jägerbrigade 37 wurde zum 1. April 2007 erneut zur Panzergrenadierbrigade 37 umgegliedert. Einhergehend wurde aus dem Instandsetzungsbataillon 131 das Logistikbataillon 131 und aus dem Pionierbataillon 701 das Panzerpionierbataillon 701. Zur Einnahme der Struktur „Neues Heer“ wurde außerdem das Panzeraufklärungsbataillon 13 zum 31. Juli 2007 zum Aufklärungsbataillon 13 umgegliedert und die dem Panzeraufklärungsbataillon 13 bisher im Frieden unterstellten Einheiten Panzeraufklärungskompanie 370 und 390 aufgelöst beziehungsweise diesem eingegliedert. Das Jägerbataillon 371 wurde im Juli 2007 in das Panzergrenadierbataillon 371 umgegliedert. 2008 wurden die beiden damals in Schneeberg (Erzgebirge) stationierten Verbände der Versorgungskompanie 370 und des Gebirgsjägerbataillons 571 aufgelöst.
Mit Auflösung der 13. Panzergrenadierdivision wurde die Panzergrenadierbrigade 37 übergangsweise Mitte 2013 der Division Luftbewegliche Operationen in Veitshöchheim unterstellt, wechselte aber bereits zum 1. Oktober 2013 zur Division Süd, die im Dezember 2014 im Zuge der Einnahme der Struktur HEER2011 zur  „neuen“ 10. Panzerdivision wurde.
Bereits am 2. Juni 2014 wurde das Fernmeldebataillon 701 in Frankenberg mit einem großen Außerdienststellungsappell zum 30. Juni 2014 aufgelöst. Teile des aufgelösten Fernmeldebataillon wurden in die umbenannte Stabs- und Fernmeldekompanie der Panzergrenadierbrigade 37 (St/FmKp PzGrenBrig 37) übernommen.
Im Jahr 2015 waren Truppenteile die Panzergrenadierbrigade 37 im Rahmen der NATO Response Force (NRF) als schnelle Eingreiftruppe der NATO eingesetzt. Hier trug das Panzergrenadierbataillon 371 aus Marienberg die Hauptverantwortung.
Bei der Versorgung von Flüchtlingen in Sachsen und Thüringen unterstützte die Panzergrenadierbrigade 37 in Spitzenzeiten mit rund 600 Soldaten an fast zwanzig Einrichtungen. Dabei standen der Aufbau der Einrichtungen, der Personentransport und Transport von Material, sowie die Unterstützung beim Betrieb der Einrichtungen im Vordergrund.
Ab August 2017 waren Truppenteile der Panzergrenadierbrigade 37 im Rahmen der „verstärkte Vornepräsenz“ (Englisch: Enhanced Forward Presence, abgekürzt EFP) bezeichneten Stationierung in Litauen eingesetzt. Hier trugen die Soldaten des Panzergrenadierbataillons 371 aus dem sächsischen Marienberg die Hauptverantwortung. Die Stationierung dient dem Sicherheitsbedürfnis der NATO-Staaten Polen, Litauen, Lettland und Estland, die sich aufgrund der Annexion der Krim und eine fortgesetzte Destabilisierung der Ukraine durch Russland bedroht fühlen. Gemeinsam mit den litauischen Streitkräften, allen voran der Iron Wolf Brigade, wurden die Übung Iron Wolf II und Winter Wolf durchgeführt.
Im Juni 2018 gewann die 3. Kompanie des Panzerbataillon 393 die Strong Europe Tank Challenge am deutschen Truppenübungsplatz Grafenwöhr und setzte sich dabei gegen die Teams aus Schweden, Österreich, Frankreich, Polen, dem Vereinigten Königreich, den USA und der Ukraine durch.
Seit August 2018 sind erneut Truppenteile der Panzergrenadierbrigade 37 im Rahmen der „verstärkte Vornepräsenz“ (Englisch: Enhanced Forward Presence, abgekürzt EFP) bezeichneten Stationierung in Litauen eingesetzt. Die Soldaten des Panzerbataillons 393 aus dem thüringischen Bad Frankenhausen tragen dabei die Hauptverantwortung.
Am 6. Dezember 2018 verkündigte die damalige Bundesverteidigungsministerin Ursula von der Leyen bei einem Besuch des Ausbildungszentrums Munster, dass die Bundeswehr ein sechstes Panzerbataillon in Hardheim aufstellen wird, das in der Carl-Schurz-Kaserne stationiert werden soll. Es handelt sich dabei um das Panzerbataillon 363, welches der Panzergrenadierbrigade 37 unterstellt wird und über ca. 450 Soldatinnen und Soldaten verfügen soll. Die vollständige Aufstellung wird mit Hilfe der zwei aktiven Kompanien des Gebirgspanzerbataillons 8 vollzogen. Die 3. Kompanie aus Pfreimd (Bayern) und 4. Kompanie aus Bad Frankenhausen (Thüringen) werden mit jeweils rund 70 Dienstposten nach Hardheim verlegen. Das neue Panzerbataillon knüpft an die Tradition des bis 2006 in Külsheim stationierten Panzerbataillons 363 an, das bis zu seiner Auflösung der Panzerbrigade 36 unterstellt war.
Am 1. Oktober 2019 haben die ersten 65 Soldaten des neuen Panzerbataillons 363 in der Hardheimer Carl-Schurz-Kaserne ihren Dienst angetreten. Zudem wurde bekannt, dass der Bund 55 statt der ursprünglich genannten 20 Millionen Euro in den Standort investieren wird. Zunächst erfolgte die Aufstellung der Stabs- und Versorgungskompanie. Zum 1. Oktober 2020 wurde die 4. Kompanie aus Bad Frankenhausen (Thüringen) und im April 2021 die 3. Kompanie aus Pfreimd (Oberpfalz) nach Hardheim verlegt. Komplett neu aufgestellt wird die zweite Kompanie des neuen Panzerbataillons (geplant ab Oktober 2021). Am Ende des Aufstellungsprozesses (voraussichtlich 2022) soll das Panzerbataillon 363 insgesamt 463 Soldaten umfassen.
Im Jahr 2020 stellte das Aufklärungsbataillon 13 Aufklärungskräfte für die NATO enhanced Forward Presence Battlegroup Lithuania in Litauen sowie Teile der gemischten Aufklärungskompanie MINUSMA in Mali.
Ausgelöst durch den Angriffskriegs Russland gegen die Ukraine erfolgen seit April 2023 im deutschen Heer umfassende Umgliederungen. Im Rahmen dieser Maßnahmen wechselte zum 1. April 2023 das Panzerbataillon 363 der Panzergrenadierbrigade 37 in die Panzerbrigade 12. Die Panzergrenadierbrigade 37 erhielt hingegen das Augustdorfer Panzergrenadierbataillon 212 der Panzerbrigade 21.
Am 5. Oktober 2023 wurde in Weiden in der Oberpfalz das Panzerartilleriebataillon 375 in Dienst gestellt und der Panzergrenadierbrigade 37 unterstellt. Bereits ab 1. April 1991 unterstand der Brigade ein gleichnamiges Brigadeartillerie-Bataillon, welches 2005 aufgelöst wurde und, wie der Stab der Brigade, in der Wettiner Kaserne in Frankenberg/Sachsen stationiert war.

### Very High Readiness Joint Task Force 2023
Die Panzergrenadierbrigade 37 wurde 2023 der Leitverband der schnellen Einsatztruppe der NATO VJTF.
Kern der VJTF bilden die 4 Battlegroups in Bataillonsstärke, die 2023 aus dem Panzerbataillon 393, dem Panzergrenadierbataillon 112, dem norwegischen Telemark-Bataillon und einem Bataillon der niederländischen 13. leichten Brigade bestehen. Ergänzt werden die Battlegroups durch weitere Einheiten in Bataillons- oder Kompaniestärke die primär der Kampfunterstützung dienen, wie Pionier-, Heeresflieger- oder Sanitätseinheiten, in Summe 11 Bataillone mit ca. 11.000 Soldaten.

## Kommandeure
Folgende Kommandeure führten die Brigade (Dienstgrad bei Kommandoübernahme):
| Nr. | Dienstgrad     | Name                      | Beginn der Berufung | Ende der Berufung  |
| --- | -------------- | ------------------------- | ------------------- | ------------------ |
| 13  | Oberst         | David Markus              | 7. Juni 2024        | laufend            |
| 12  | Oberst         | Alexander Krone           | 9. November 2020    | 7. Juni 2024       |
| 11  | Oberst         | Gunnar Brügner            | 27. April 2018      | 9. November 2020   |
| 10  | Oberst         | Ruprecht Horst von Butler | 9. Dezember 2014    | 27. April 2018     |
| 9   | Oberst         | Carsten Breuer            | 14. März 2013       | 9. Dezember 2014   |
| 8   | Oberst         | Gerd Kropf                | 19. Oktober 2010    | 31. Dezember 2012  |
| 7   | Oberst         | Jörg Vollmer              | 27. Oktober 2006    | 19. Oktober 2010   |
| 6   | Oberst         | Markus Kneip              | 12. November 2004   | 27. Oktober 2006   |
| 5   | Oberst         | Armin Staigis             | 23. Februar 2001    | 12. November 2004  |
| 4   | Oberst         | Rainer Glatz              | 29. Januar 1998     | 23. Februar 2001   |
| 3   | Oberst         | Reinhard Günzel           | 22. September 1995  | 9. Januar 1998     |
| 2   | Oberst         | Wolfgang Gülich           | 27. Juni 1991       | 22. September 1995 |
| 1   | Brigadegeneral | Andreas Wittenberg        | 3. Oktober 1990     | 27. Juni 1991      |